# Huszti István
Huszti István vagy Huszti Szabó István (Huszt, 1671. – Debrecen, 1704. február 3.) bölcseleti és orvosdoktor.

## Élete
K. Szabó István és Vass Katalin fia. 1682-től a debreceni iskolában tanult négy évig; azután Kolozsvárt a bölcseletet és teológiát tanulta szintén négy évig; onnét Odera-Frankfurtba ment az egyetemre, ahol az orvosi tudományokat és a természettant hallgatta. 1692 augusztusában a franekeri egyetemen a bonctant, 1693-ban a leideni egyetemen a fiziológiát tanulta. Ugyanazon évben Londonba ment, és Staphorst vegyészeti laboratóriumát látogatta. Az oxfordi egyetemen részt vett az ünnepélyes vitatkozásokban. 1694-ben Lipcsében a sebészetben és egyéb orvosi tudományokban növelte ismereteit; úgy szintén Halléban is, ahol 1695. augusztus 25-én orvosdoktorrá avatták. II. Apafi Mihály meghívta udvarába, hogy beteg nejét (Bethlen Katalin grófnőt) gyógyítsa; a fejedelem hála fejében 1699. október 14-én Máramarosszigeten minden adótól mentes telket adományozott neki és utódainak. 1700-ban a debreceni református kollégium tanárának hivatott meg, egyszersmind a város főorvosa volt. 1704. február 3-ig volt tanár; valószínű, hogy ekkor halt meg, mert utódául debreceni Herczeg Jánost említik.

## Munkái
- Dissertatio physiologica I. praes. Burch de Volder. De hominis automato, seu corpora animali, in quo praecipuae oeconomiae animalis functiones ex artificiosissima ejus structura, nil ad eas conferente mente humana, par causas et effecta breuiter deducuntur, Lugd. Batav., 1693
- Dissertatio physiologica II. praes. Burch de Volder. De natura mentis, eiusqae functionum: tum earum, quae nullum plane commercium habent cum corpore, tum quae ex conjunctione mentis cum corpora resultant, id est, quae corpus et mentum requirunt. Lugd. Batav., 1693
- Dissertatio physiologica III. et. IV. praes. Burch de Volder. In quibus existentia Dei et existentia Nostri, seu e stupenda mentis corporisque nostri fabrica, functionumque utriusque natura metaphysice adstruitur, et deducitur. Lugd. Batav., 1693
- Dissertatio medica praes. Petermanno. De Subjecto sanitatis. et eius diuisione in Elementa. Lipsiae, 1694
- Dissertatio physica experimentalis, pro grad. doct. in philosophia. De Corporibus, illorumque Principiis et affectionibus. Halae Magd., 1695
- Disputatio inaug. medica praes. Frid. Hoffmanno. De prudenti medicamentorum applicatione in tempore. Halae Magd., 1695
- Keresztyéni Jósagos tselekedetekkel tellyes Paraditsom kertetske; Melly hogy a figyelmetes tanúság és vigasztalással tellyes Könyörgések által a lelkekbe béplántáltassék: azoknak Keresztyéni épületekre, kik az igaz isteni idvezitést szeretik, egybe-foglaltatott és elkészíttetett Arnd János... Mostan pedig német nyelvből Nemzete hasznára egy Méltóságos Asszony akaratjából hasznos Registromával együtt Magyarrá fordittatott... által, Kolosvár, 1698
- Oratio inauguralis exhibens speciem, requisita veri ac legitimi Medici Philosophi, dicta Debrecini in Auditorio, cum ordinarius Philosophiae Professor introduceretur die 14. Maji An. 1700. Debrecini
- Pauculae Et Generalissimae Positiones Philosophicae. Divina faventa Gratia, Praeside... et Defendente Michaele Bárány... Debrecini, 1700
- Az égre kézen fogva vezető Kalauz, Melly A Szent Atyáknak, és a Böltseségnek régi szeretőinek Reguláinak velejét foglalja-bé: Ez előtt Német országban Bona János... által szereztetett: Mostan Nemzete hasznára Magyar nyelven M. D. H. I. által, maga költségén közönségessé tétettetett. (Debrecini), 1705 (nagyobbítva kibocsátotta Bél Mátyás Norimbergában, 1724)